# Frederick Pentland
Frederick Beaconsfield Pentland, detto Fred (Wolverhampton, 29 luglio 1883 – Lytchett Matravers, 16 marzo 1962), è stato un calciatore e allenatore di calcio inglese che ha giocato come attaccante tra il 1900 e il 1913 in diverse squadre inglesi, tra cui il Blackburn e il Middlesbrough, ed ha allenato tra il 1914 e il 1925 la Germania, la Francia, il Racing Santander, l'Athletic Bilbao e l'Atlético Madrid.

## Biografia e carriera

### Carriera da calciatore
Prima di iniziare a giocare professionisticamente, era l'assistente di un fabbricante di armi e si dilettava a giocare in alcuni club giovanili nei dintorni di Birmingham. Dopo una breve parentesi con il Blackpool nel 1903, dove colleziona 8 presenze arricchite da 5 gol, passa al Blackburn, dove rimane per 3 anni. Qui Colleziona 51 presenze segnando 9 gol.
Passa per una stagione al Brentford e per una stagione al QPR. Nel 1908 approda al Middlesbrough, dove colleziona 92 presenze e 11 gol e viene convocato anche dall'Inghilterra per un totale di 5 partite. Gli ultimi due anni di carriera li trascorre all'Halifax Town prima e allo Stoke City poi.

### La prigionia in Germania
Subito dopo il ritiro come calciatore, si recò a Berlino per guidare la Germania. Dopo pochi mesi, però, scoppiò la prima guerra mondiale e fu imprigionato nel campo di Ruhleben a Berlino. Qui si formò una comunità interna di appassionati del calcio, che divenne un'attività frequente. Vennero istituiti campionati e coppe e Pentland era sovente partecipare sia come giocatore che come organizzatore.
Pentland rimase prigioniero nel campo fino alla fine della guerra, quindi tornò in Inghilterra, dove sposò l'infermiera che si prese cura di lui.

### Carriera da allenatore
Nel 1920 Pentland si mise alla guida della nazionale francese e partecipò alle Olimpiadi del 1920. Giunse in semifinale contro la Cecoslovacchia, ma perse l'incontro per 4-1. In finale la Cecoslovacchia abbandonò il campo in segno di protesta contro l'arbitraggio e fu squalificata dal torneo. Si decise, quindi, di giocare un torneo di consolazione per assegnare la medaglia d'argento rimasta vacante. Pentland e la sua nazionale, invece, convinti che il torneo fosse finito, erano già in viaggio verso casa. La medaglia d'argento fu poi vinta dalla Spagna.
Dopo l'olimpiade sbarcò in Spagna per allenare il Racing Santander. Dopo una stagione venne ingaggiato dall'Athletic Club, squadra di cui rivoluzionò il modo di giocare introducendo la tecnica del passaggio corto e con cui vinse una Coppa del Re nel 1923 e due Campeonato de Vizcaya nelle stagioni 1923/24 e 1924/25.
Nel 1925 fu ingaggiato dall'Atlético Madrid, con il quale giunse in finale di Coppa del Re nel 1926. La stagione seguente guidò il Real Oviedo, per poi tornare nel 1927 all'Atlético Madrid con cui vince un Campeonato del Centro. Ha guidato la squadra madrilena anche nella stagione inaugurale della Liga spagnola (1928/29).
Nel maggio del 1929 fu assistente di José María Mateos alla guida della Spagna e contribuì alla prima sconfitta dell'Inghilterra da parte di una nazionale di calcio non britannica: gli spagnoli batterono infatti gli inglesi per 4-3. Per la stagione 1929/30 si risedette sulla panchina dell'Athletic Club, dove rimase fino al 1933. Questa volta vinse due campionati e quattro coppe del Re, tutte di fila, realizzando due doppiette (campionato più coppa) nel 1930 e nel 1931). Nei due anni in cui non vinse il campionato, 1932 e 1933, giunse secondo. Vinse, inoltre, altri tre Campeonato de Vizcaya.
L'8 febbraio 1931, inoltre, registrò il record di miglior vittoria della storia dell'Athletic: batté 12-1 il Barcelona al San Mamés. Nel 1933 tornò alla guida dell'Atlético Madrid, ma tornò in Inghilterra poco dopo, a causa dello scoppio della Guerra civile spagnola. Qui allenò per altri due anni, tra il 1938 e il 1940, il Barrow.

## Palmarès
Come allenatore
Athletic Club
- Campionati spagnoli: 2
  - 1929-30 - 1930-31
- Coppe del Re: 5
  - 1923 - 1930 - 1931 - 1932 - 1933
- Campeonato de Vicaya: 5
  - 1923-24 - 1924-25 - 1930-31 - 1931-32 - 1932-33

Athletic Madrid
- Campeonato del Centro: 1
  - 1927-28

Come giocatore
Queens Park Rangers
- Southern League: 1
  - 1907-08

Inghilterra
- Torneo Interbritannico: 1
  - 1909